# Struppen
Struppen là một thị xã thuộc huyện Sächsische Schweiz-Osterzgebirge, trong bang tự do Sachsen, Đức. Đô thị này có diện tích 20,68 ki lô mét vuông, dân số thời điểm ngày 31 tháng 12 năm 2006 là 2689 người.